# Rodolfo Illanes
Rodolfo Illanes, né le 18 août 1958 à La Paz (Bolivie) et mort le 25 août 2016 à Panduro (Bolivie), est un avocat et homme politique bolivien. Il est vice-ministre de l'Intérieur de la Bolivie du 14 mars 2016 au 25 août 2016.

## Biographie
En août 2016, des mineurs en grève bloquent un axe routier important afin d'exiger du gouvernement une réforme du droit du travail, dont principalement celui de se réunir en syndicats. Selon le ministre de l'Intérieur, Carlos Romero Bonifaz (en), ils cherchent en réalité à recevoir l'autorisation de louer leurs concessions minières à des entreprises privées et étrangères, ce qui est interdit par la Constitution.
Rodolfo Illanes, qui sert de médiateur dans le conflit, est envoyé à Panduro pour entamer le dialogue avec les mineurs. Ceux-ci l'interceptent avec son garde du corps ; ce dernier, dépouillé de son arme, parvient à prendre la fuite et est hospitalisé à La Paz. Rodolfo Illanes est alors emmené sur une colline où il est séquestré, torturé puis assassiné. Il meurt le 25 août 2016 à l'âge de 58 ans,.